# Reaktant
Reaktant (nebo také výchozí látka) je látka nebo látky, které vstupují do chemické reakce a mění se na produkt nebo produkty. Během reakce se reaktanty spotřebovávají. Reaktantem mohou být prvky nebo chemické sloučeniny. V biochemii, zejména v souvislosti s enzymatickými reakcemi, se reaktanty běžně nazývají substráty. Při metabolismu živých organismů se pro reaktanty vžil název prekurzor. V chemickém průmyslu se pro reaktanty používá název výchozí látky, ze kterých jsou vyráběny výrobky (produkty).
Látkou, která se nepovažuje ze reaktant je rozpouštědlo, přestože se podílí na reakčním mechanismu. Také katalyzátory nejsou reaktanty, neboť nejsou reakcí spotřebovávány a vycházejí z ní nezměněny.
Při rovnovážných reakcích dochází k tomu, že se reakční rychlost zpětné reakce vyrovná rychlosti reakce přímé. Koncentrace reaktantů i produktů chemické reakce je pak konstantní v čase. Proto se při chemické rovnováze smazává rozdíl mezi reaktantem a produktem.

## Příklady
V reakci může být jen jeden reaktant, například při tepelném rozkladu hydrogenuhličitanu sodného:
2 NaHCO3 → Na2CO3 + H2O + CO2
nebo více reaktantů, například při neutralizaci hydroxidu vápenatého kyselinou sírovou:
Ca(OH)2 + H2SO4 → CaSO4 + 2 H2O

## Činidlo
Často se zaměňuje termín reaktant a činidlo. Činidlo se používá především v analytické a organické chemii s jiným významem než reaktant:
- V analytické chemii je za činidlo považována sloučenina, která reaguje charakteristicky (například změna barvy) v přítomnosti jiné sloučeniny a potvrzuje tak její přítomnost (kvalitativní analýza) nebo její množství (kvantitativní analýza). Například Fehlingovo činidlo, Millonovo činidlo a Tollensovo činidlo.
- V organické chemii činidlo označuje chemickou sloučeninu zavedenou do reakce pro vyvolání požadované transformace organické látky. Například Collinsovo činidlo, Fentonovo činidlo a Grignardova činidla.